# Villegats (Charente)
Villegats is een plaats en voormalige gemeente in het Franse departement Charente in de regio Nouvelle-Aquitaine en telt 263 inwoners (1999). De plaats maakt deel uit van het arrondissement Confolens.

## Geschiedenis
De gemeente werd op 1 januari 2019 opgeheven en opgenomen in de gemeente Courcôme.

## Geografie
De oppervlakte van Villegats bedraagt 7,7 km², de bevolkingsdichtheid is 34,2 inwoners per km².
De onderstaande kaart toont de ligging van Villegats (Charente) met de belangrijkste infrastructuur en aangrenzende gemeenten.

## Demografie
Onderstaande figuur toont het verloop van het inwonertal.